# Angela Steinmüller
Angela Steinmüller (* 15. April 1941 in Schmalkalden als Angela Albrecht) ist eine deutsche Science-Fiction-Autorin.

## Leben
Angela Steinmüller zählt gemeinsam mit ihrem Mann Karlheinz Steinmüller zu den Science-Fiction-Autoren mit den fundiertesten Geschichten hinsichtlich gesellschaftlicher Strukturen und Mechanismen. Angela und Karlheinz Steinmüller galten deshalb nicht nur in der DDR als Top-Autoren dieses Genres, auch heute noch werden ihre Bücher verlegt und wieder aufgelegt.
Angela Steinmüller wuchs in Berlin auf. Abitur per Abendschule. Studium 1971 bis 1975: Mathematik an der Berliner Humboldt-Universität. Seit 1980 freischaffende Autorin.
Angela und Karlheinz Steinmüller schreiben seit vielen Jahren sowohl gemeinsame als auch jeweils eigene Werke. Beide verfassen auch Sachbücher.

## Kritik
„Ihr Roman 'Andymon' (1982) hatte Kultstatus und lag in einer Umfrage innerhalb der SF-Fangemeinde der späten DDR mit Abstand auf dem ersten Platz. 'Andymon' gilt als antiautoritäre Utopie. ... Der Erfolg von 'Andymon' blieb einzigartig, doch wurden die Werke in der SF-Szene wohlwollend und interessiert aufgenommen."
Gerd Bedszent, junge Welt, 8. Januar 2020, S. 10.“

„Damals erschienen, hätten die Leser im schleimigen Kakerlak, den Ober-Spitzel Mascaras, ein Gleichnis auf die Stasi erkannt und in der 'Anleitung zum lotrechten Träumen' ein Gleichnis auf die letztlich erfolglosen Versuche der SED-Kulturpolitik, die Künste in ideologische Zwänge eingesperrt vor ihren dahinholpernden Karren zu spannen. Doch heute, von dem DDR-typischen Blick nach Aufmüpfigem zwischen den Zeilen befreit, erweist sich das Buch als viel mehr als nur eine verschlüsselte Kritik am SED-Staat. Der Traummeister verhandelt mittels einer spannenden Handlung, die ohne Rücksicht auf Konventionen Elemente aus Science Fiction, Märchen und Fantasy verquickt, die Frage nach dem Sinn der Utopie. Die Revolution von Mascara befreit die Menschen nicht, sie schlägt sie nur in andere, neue Fesseln. Indem Kilean die Miscarier mit Hilfe seiner gesteuerten nächtlichen Visionen 'umträumen' und so zu ihrem Glück zwingen will, verstümmelt er sie, nimmt ihnen Willen und Selbstbestimmung und verkehrt so seine Absicht ins Gegenteil ... gedanklich, stilistisch und sprachlich der bisherige Höhepunkt im Werk der Steinmüllers.“

„Das Buch der Steinmüllers beleuchtet die Ereignisse von 704 speranischen Jahren, etwa dem Anderthalbfachen in irdischer Zeitrechnung. Es besteht aus 26 Erzählungen unterschiedlicher Länge und Intensität. Manche, eher Vignetten, werfen nur ein schlaglichtartiges Bild auf eine Situation. Andere beschreiben literarisch komplex und mit differenzierten Figuren ein Zeitalter oder einen Wendepunkt. Oder sie erzählen einfach eine spannende Geschichte, die sich historisch mehr oder weniger genau einordnen läßt. Mal sind sie realistisch gehalten, mal klingt der Text wie mündlich überlieferte Märchen und Sagen. Die Form des Ganzen ähnelt der von Ray Bradburys Mars-Chroniken... Das Gedankenspiel um Spera ist eine feine Gelegenheit für Utopiker, einmal tabula rasa zu machen... man kann von Null anfangen und nun alles richtig machen.“

## Auszeichnungen
- 1993: Kurd-Laßwitz-Preis „Beste Kurzgeschichte“ für Der Kerzenmacher
- 1995: Kurd-Laßwitz-Preis „Beste Kurzgeschichte“ für Leichter als Vakuum (gemeinsam mit Karlheinz Steinmüller und Erik Simon unter dem Pseudonym „Simon Zwystein“)
- 2001: Deutscher Fantasy-Preis für die Verbreitung der phantastischen Literatur in zwei verschiedenen Gesellschaftssystemen sowie ihre Zukunftsperspektiven (gemeinsam mit Karlheinz Steinmüller)
- 2004: Kurd-Laßwitz-Preis „Beste Kurzgeschichte“ für Vor der Zeitreise (gemeinsam mit Karlheinz Steinmüller)
- 2021: Kurd-Laßwitz-Preis „Beste Kurzgeschichte“ für Marslandschaften (gemeinsam mit Karlheinz Steinmüller)

## Bibliografie
Romane und Erzählungen
- mit Karlheinz Steinmüller: Andymon. Eine Weltraum-Utopie. Neues Leben, Berlin 1982. Zugleich: Union-Verlag, Stuttgart 1982, ISBN 3-8139-5611-3. Überarbeitete Neuausgabe: Argument-Verlag, Hamburg 2004, ISBN 3-88619-342-X. Auch als: Werke in Einzelausgaben #2.
- mit Karlheinz Steinmüller: Korallen des Alls. Wissenschaftlich-phantastische Erzählung. Das neue Abenteuer #447. Neues Leben, Berlin 1984.
- mit Karlheinz Steinmüller: Pulaster. Roman eines Planeten. Neues Leben, Berlin 1986, ISBN 3-355-00160-0. Auch: Phantastische Bibliothek #204. Suhrkamp, Frankfurt am Main 1988, ISBN 3-518-37990-9. Auch als: Werke in Einzelausgaben #5.
- mit Karlheinz Steinmüller: Der Traummeister. Das Neue Berlin, Berlin 1990, ISBN 3-360-00174-5. Auch: Heyne SF&F #4881, 1992, ISBN 3-453-05412-1. Auch als: Werke in Einzelausgaben #4.
- mit Karlheinz Steinmüller: Spera. Ein phantastischer Roman in Erzählungen. Shayol, Berlin 2004, ISBN 3-926126-41-8. Auch als: Werke in Einzelausgaben #3.
- mit Erik Simon und Karlheinz Steinmüller: Die Wurmloch-Odyssee. Eine Weltraum-Operette. Werke in Einzelausgaben #7. Shayol, Berlin 2014, ISBN 978-3-943279-21-4. Neuausgabe: Golkonda/Memoranda, München 2017, ISBN 978-3-946503-16-3.

Sammlungen
- mit Karlheinz Steinmüller: Windschiefe Geraden. Das Neue Berlin, Berlin 1984.
- mit Karlheinz Steinmüller: Der Traum vom großen roten Fleck. Phantastische Bibliothek #147. Suhrkamp, Frankfurt am Main 1985, ISBN 3-518-37631-4.
- mit Karlheinz Steinmüller: Warmzeit. Geschichten aus dem 21. Jahrhundert. Werke in Einzelausgaben #1. Shayol, Berlin 2003; erweiterte Neuausgabe Memoranda, Berlin 2022, ISBN 978-3-948616-62-5.
- mit Karlheinz Steinmüller: Computerdämmerung. Phantastische Erzählungen. Werke in Einzelausgaben #6. Shayol, Berlin 2010; überarbeitete Neuausgabe Memoranda, Berlin 2023, ISBN 978-3-948616-80-9.
- mit Erik Simon und Karlheinz Steinmüller: Leichter als Vakuum. Phantastische Geschichten. Werke in Einzelausgaben #8. Golkonda/Memoranda, München 2017, ISBN 978-3-946503-17-0.
- mit Karlheinz Steinmüller: Sphärenklänge. Geschichten von der Relativistischen Flotte. Werke in Einzelausgaben #9. Golkonda/Memoranda, München 2019, ISBN 978-3-946503-93-4.
- mit Karlheinz Steinmüller: Marslandschaften. Phantastische Erzählungen und ein Hörspiel. Werke in Einzelausgaben #10. Memoranda, Berlin 2020, ISBN 978-3-948616-42-7.
- mit Erik Simon und Karlheinz Steinmüller: Eskapaden. Skizzen, Etüden, Hommagen und kleine Prosa. Werke in Einzelausgaben, Extraband 1. Memoranda, Berlin 2024, ISBN 978-3-948616-94-6.

Sachliteratur
- mit Karlheinz Steinmüller: Charles Darwin. Vom Käfersammler zum Naturforscher. Neues Leben, Berlin 1985. Überarbeitet als: Darwins Welt. Aus dem Leben eines unfreiwilligen Revolutionärs. Oekom-Verlag, München 2008, ISBN 978-3-86581-124-0.
- mit Karlheinz Steinmüller: Das Zukunftsbild der utopischen Literatur der DDR in den fünfziger und sechziger Jahren. Sekretariat für Zukunftsforschung, Gelsenkirchen 1994, ISBN 3-928635-08-5.
- mit Karlheinz Steinmüller: Vorgriff auf das Lichte Morgen. Studien zur DDR-Science-Fiction. Erster Deutscher Fantasy-Club, Passau 1995, ISBN 3-924443-85-8. Überarbeitete Neufassung 2023 siehe Werkausgabe, Essays Band 3.
- mit Karlheinz Steinmüller: Visionen 1900 – 2000 – 2100 : Eine Chronik der Zukunft. Rogner und Bernhard bei Zweitausendeins, Hamburg 1999, ISBN 3-8077-0198-2.
- Zukunftsforschung in Europa. Ergebnisse und Perspektiven. 2000.
- mit Karlheinz Steinmüller: Ungezähmte Zukunft. Wild Cards und die Grenzen der Berechenbarkeit. Gerling-Akademie-Verlag, München 2003, ISBN 3-932425-53-7. Überarbeitet als: Wild Cards. Wenn das Unwahrscheinliche eintritt. Murmann, Hamburg 2004, ISBN 3-938017-12-0.
- mit Karlheinz Steinmüller: Die Zukunft der Technologien. Murmann, Hamburg 2006, ISBN 3-938017-46-5.

Werkausgabe
Die Werke in Einzelausgaben von Karlheinz und Angela Steinmüller erschienen ab 2003 im Shayol Verlag, Berlin, ab 2017 bei Golkonda/Memoranda, München, ab 2020 bei Memoranda, Berlin. In den Bänden 1, 3, 6 und 10, in den Essaybänden und dem Extraband sind einige Texte nur einem der beiden Autoren zugeordnet. Die Bände 7 und 8 sowie der Extraband 1 gehören gleichzeitig zur Werkausgabe von Erik Simon als Ko-Autor dieser Bände. Angegeben wird hier die ISBN der jüngsten Printausgabe.
- Band 1: Warmzeit. Geschichten aus dem 21. Jahrhundert. 2003; erweiterte Neuausgabe 2022, ISBN 978-3-948616-62-5.
- Band 2: Andymon. Eine Weltraum-Utopie. 2004 (überarbeitete Neuausgabe), 2018, ISBN 978-3-948616-04-5.
- Band 3: Spera. Ein phantastischer Roman in Erzählungen. 2004, 2018, ISBN 978-3-948616-06-9.
- Band 4: Der Traummeister. Ein Spera-Roman. 2005 (überarbeitete und erweiterte Neuausgabe), 2020 (mit anderem Nachwort), ISBN 978-3-948616-36-6.
- Band 5: Pulaster. Roman eines Planeten. 2008 (überarbeitete und erweiterte Neuausgabe), 2021 (abermals erweitert), ISBN 978-3-948616-48-9.
- Band 6: Computerdämmerung. Phantastische Erzählungen. 2010; überarbeitete Neuausgabe 2023, ISBN 978-3-948616-80-9.
- Band 7: Die Wurmloch-Odyssee. Eine Weltraum-Operette. 2014, 2017,  ISBN 978-3-948616-08-3.
- Band 8: Leichter als Vakuum. Phantastische Geschichten. 2017,  ISBN 978-3-948616-10-6.
- Band 9: Sphärenklänge. Geschichten von der Relativistischen Flotte. 2019,  ISBN 978-3-948616-12-0.
- Band 10: Marslandschaften. Phantastische Erzählungen und ein Hörspiel. 2020,  ISBN 978-3-948616-42-7.
- Essays Band 1: Streifzüge. Essays zu zweihundert Jahren Science Fiction. 2021, ISBN 978-3-948616-58-8.
- Essays Band 2: Erkundungen. Essays zu Welten der Science Fiction. 2022, ISBN 978-3-948616-70-0.
- Essays Band 3: Vorgriff auf das Lichte Morgen. Essays zur DDR-Science-Fiction. 2023, ISBN 978-3-948616-86-1.
- Essays Band 4: Rückblick auf das Lichte Morgen. Essays zur SF und Phantastik in der DDR. 2025, ISBN 978-3-911391-08-5.
- Extraband 1: Eskapaden. Skizzen, Etüden,  Hommagen und kleine Prosa. 2024, ISBN 978-3-948616-94-6.